# Жакан
Жака́н — самодельная тяжёлая пуля для стрельбы из гладкоствольного ружья.

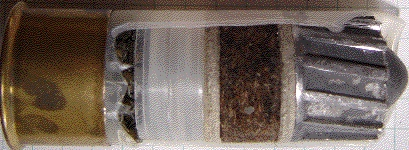
Пуля Бреннеке 12 калибра для гладкоствольного ружья

## Название
Народное название «жакан» произошло от названия пули Якана, которая, в свою очередь, названа в честь своего изобретателя литовца Яканиса. Другие народные названия: «жекан» и «турбинка».

## Свойства
Масса пули жакан составляет от 26 до 31 грамма, длина — до 32 мм. Калибр 12 и 16. Обладает ярко выраженным останавливающим действием, что особо важно при охоте на крупного зверя, например, на медведя.
В дореволюционной России и после 1917 года такие пули изготавливались из свинца самими охотниками в кустарных условиях. В центре при отливке оставляли полость, которую, в некоторых случаях, наполняли мелом. Эта полость производила разрывное действие пули при попадании в цель, что наносило огромные раны животному, которое быстро умирало от массивной кровопотери и вызванного ею шока, даже если ему удалось убежать от места подстрела.
По бокам пули делались небольшие надрезы, так как охотники полагали, что при вылете из гладкого ствола пуля начнёт вращаться под напором воздуха как винтовочная. Эти надрезы и дали этой пуле второе название: «турбинка».
Дальность стрельбы жаканом доходит до 200 метров. Однако в реальных условиях охоты огонь ведётся на гораздо более коротких дистанциях, порядка 50-60 метров, что уменьшает разброс и выводит на первый план главное свойство пули жакан: огромную убойную силу.
Стрельба пулей Якана через кусты или другие заросли малоэффективна, так как пуля может отклониться в сторону при прохождении через ветви.